# Osmoxylon corneri
Osmoxylon corneri är en araliaväxtart som beskrevs av Barry John Conn och David Frodin. Osmoxylon corneri ingår i släktet Osmoxylon och familjen Araliaceae. Inga underarter finns listade.